# مودي جونز
مودي جونز (بالإنجليزية: Moody Jones)‏ هو مغني أمريكي، ولد في 8 أبريل 1908 في إيرل في الولايات المتحدة، وتوفي في 23 مارس 1988 في شيكاغو في الولايات المتحدة.

## وصلات خارجية
- مودي جونز على موقع ميوزك برينز (الإنجليزية)
- مودي جونز على موقع أول ميوزيك (الإنجليزية)
- مودي جونز على موقع ديسكوغز (الإنجليزية)